# Stootshorn (buurtschap)
Stootshorn (Gronings: Stootshörn), vroeger ook Noordbroeksterveen, is een buurtschap in de gemeente Midden-Groningen in de provincie Groningen (Nederland). Het ligt tussen Noordbroek en Sappemeer. Tot Stootshorn behoren tevens de voormalige buurtschapjes Veenhuizen en Westfalen, alsmede het voormalige waterschap Stootshorn (1885 tot 1917).
Stootshorn viel kerkelijk onder Noordbroek, maar vormde sinds 1660 een afzonderlijk kerspel met Noordbroeksterhamrik en Korengarst.

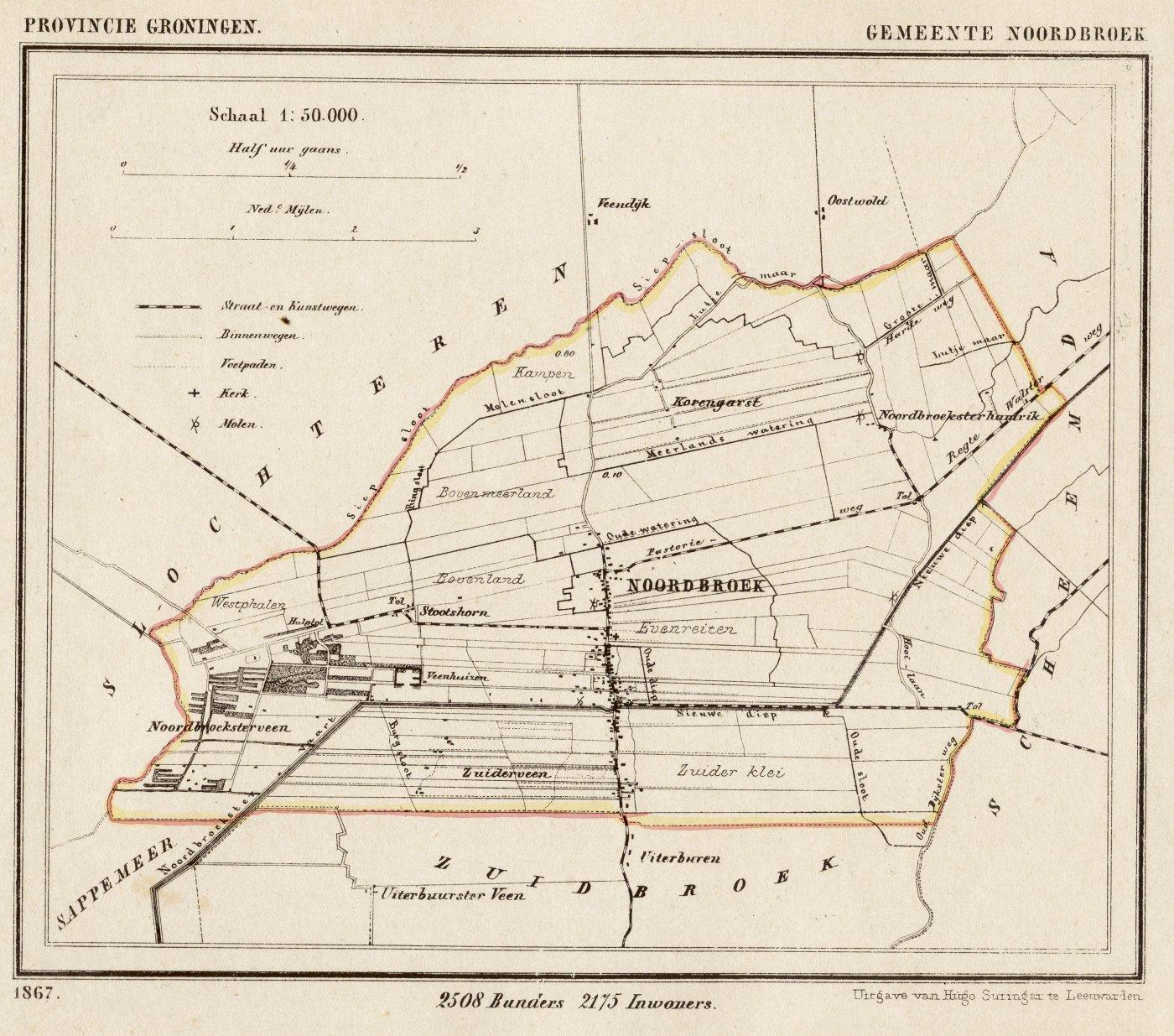
Stootshorn op een kaart van de voormalige gemeente Noordbroek uit 1867.

## Geschiedenis
Stootshorn is ontstaan aan de Oudeweg van de kerk van Slochteren naar Uiterburen, die in 1457 werd opgenomen in de route van Groningen naar het Duitse achterland. Bij Stootshorn kruiste deze weg het veenriviertje de Sijpe of Sijpe Aa. Deze liep van het Sappemeer naar de Munter Ae. Niet ver van de oversteekplaats werd een steenhuis gebouwd (Veenweg 1). De boerderij die hier later stond, werd in 1845 verplaatst naar de Slochterweg, waarna de grachten werden gedempt. Deze boerderij kreeg omstreeks 1960 de naam 'Huize Stootshorn'.
De naam Stootshorn zou van de mansnaam Stote komen, met de uitgang -horn (= 'hoek') en zou duiden op een scherpe bocht in de Sijpe Aa. Al in 1319 was sprake van enkele grazen land in Stodhorne; het is echter twijfelachtig of daarmee Stootshorn wordt bedoeld. Het toponiem Stoetzhorne wordt pas in 1590 vermeld. 
In 1585 besloot het Groningse stadsbestuur een nieuw kanaal te laten graven vanaf de Slochter Ae naar het Oldambt en vandaar naar Westfalen. Dit kanaal, de Nije Schipvaart oftewel het Nijediep, elders ook Spanjaardsvaart genoemd, was ruim 6,50 m breed en doorkruiste de Sijpe bij Stootshorn. Hier werd een schutsluis aangelegd, die dat nije verlaet buten den Veendijck tho Noortbroeck werd genoemd. Bij de sluis bevond zich woning voor de sluismeester met een herberg. Het zou kunnen dat de naam Stootshorn met dit kanaal te maken heeft. Het kanaal raakte echter al snel in verval. In 1602 en 1611 werd gesproken over herstel, maar het stadsbestuur besloot het jaar daarop tot aanleg van het Winschoterdiep. De sluis werd daarom afgebroken en weer opgebouwd in Foxhol. De loop van het dichtgegroeide kanaal was nog in 1645 voorhanden. In de 19e eeuw werd de Sijpe gekanaliseerd tot de Bergswijk en het Siepkanaal.
In de kerkelijke registers van Noordbroek en naburige dorpen komt de buurtschap Stotzhorne of Stootz-Horn ten minste voor sinds 1634. Deze buurt met veenontginningsboerderijen, keuterbedrijfjes en arbeiderswoningen groeide na de aanleg van het Noordbroeksterdiep in 1653 uit tot een nagenoeg compleet dorp, dat tot ongeveer 1900 Noordbroeksterveen werd genoemd. Het noordelijke deel werd vroeger ook als Westphalen of Westfalen betiteld, vanwege de Duitse kolonisten die zich hier rond 1800 vestigden. Het dorp kreeg in 1861 een eigen school. Nog aanwezig is een Hervormd evangelisatiegebouwtje uit 1903 (Dwngsweg 5) waar tot het midden van de jaren vijftig kerkdiensten werden gehouden. Het oudste kerkje was van hout en dateerde uit 1895, maar het werd bij een storm vernield.
Een groot deel van de armoedige woningen, die niet waren aangesloten op nutsvoorzieningen, werd in de jaren na de Tweede Wereldoorlog gesloopt. De school werd in de jaren dertig vernieuwd, maarin 1978 alsnog gesloten. Een deel van de huidige bewoning wordt wel gekarakteriseerd als 'landhuizen' vanwege de ruime groenaanleg rond de woningen.